# Adamastor
Adamastor ist einer der Helden des epischen Gedichtes der Lusiaden (portugiesisch Os Lusíadas) des portugiesischen Schriftstellers Luís de Camões (ca. 1524–1580).

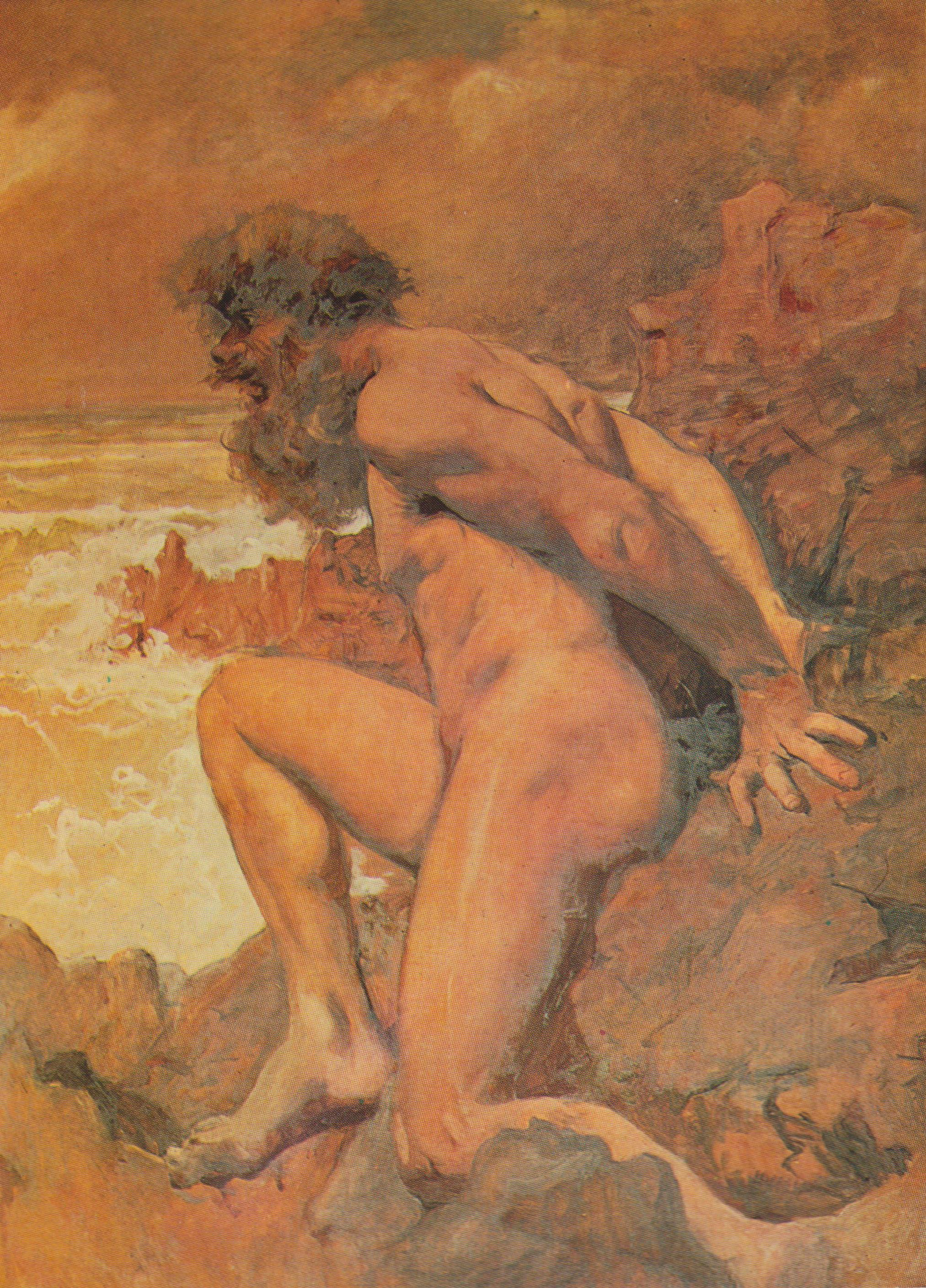
Die Erscheinung des Adamastor (Gemälde von Carlos Reis)

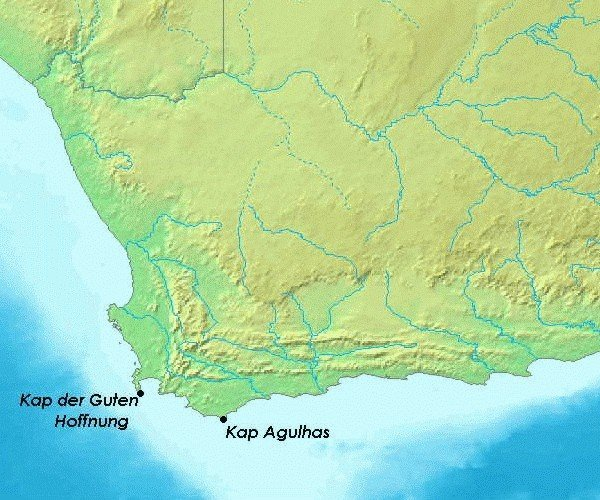
Kap der Guten Hoffnung und Kap Agulhas

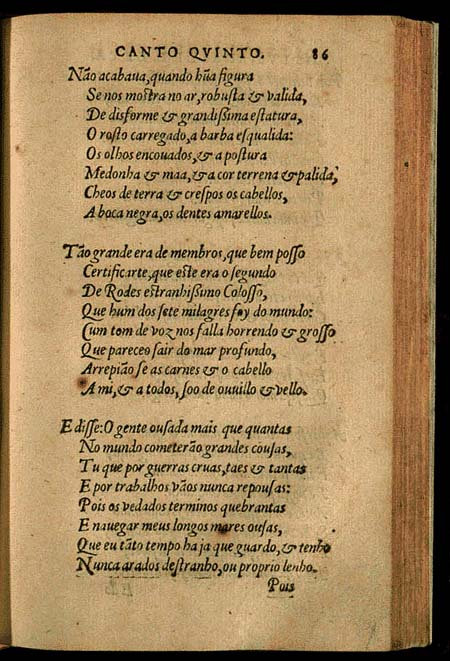
Eine Seite aus den Luisiaden von Luís de Camões mit einer Beschreibung von Adamastor

## Einführung
Die mythologisch inspirierte Figur symbolisiert die Naturgewalten, die portugiesische Seefahrer auf ihren Reisen überwinden mussten. Laut Camões ist er einer der antiken Giganten. Er sollte sich Vasco da Gama als mächtige Gewitterwolke offenbaren, die den Zugang zum Kap der Guten Hoffnung bzw. Cabo das Tormentas (Kap der Stürme) verteidigt, hinter dem sich der Indische Ozean erstreckt – ein Gebiet, über das Adamastor herrscht.

## Os Lusíadas (V.39)
Não acabava, quando uma figura
Se nos mostra no ar, robusta e válida,
De disforme e grandíssima estatura,
O rosto carregado, a barba esquálida,
Os olhos encovados, e a postura
Medonha e má, e a cor terrena e pálida,
Cheios de terra e crespos os cabelos,
A boca negra, os dentes amarelos.
In der Übersetzung von Karl Eitner:
Noch hatt ' ich nicht geendet, als ein Körper
Sich in der Luft uns zeigte, plump und mächtig
Von ungeschlachter, riesiger Gestalt,
Mit finsterem Gesicht und strupp'gem Bart,
Die Augen eingefallen und die Haltung
Furchtbar und drohend, schmutzig fahl die Farbe,
Das Haar verworren und voll Erde hängend,
Die Lippen schwarz und häßlich gelb die Zähne.

## Verschiedenes

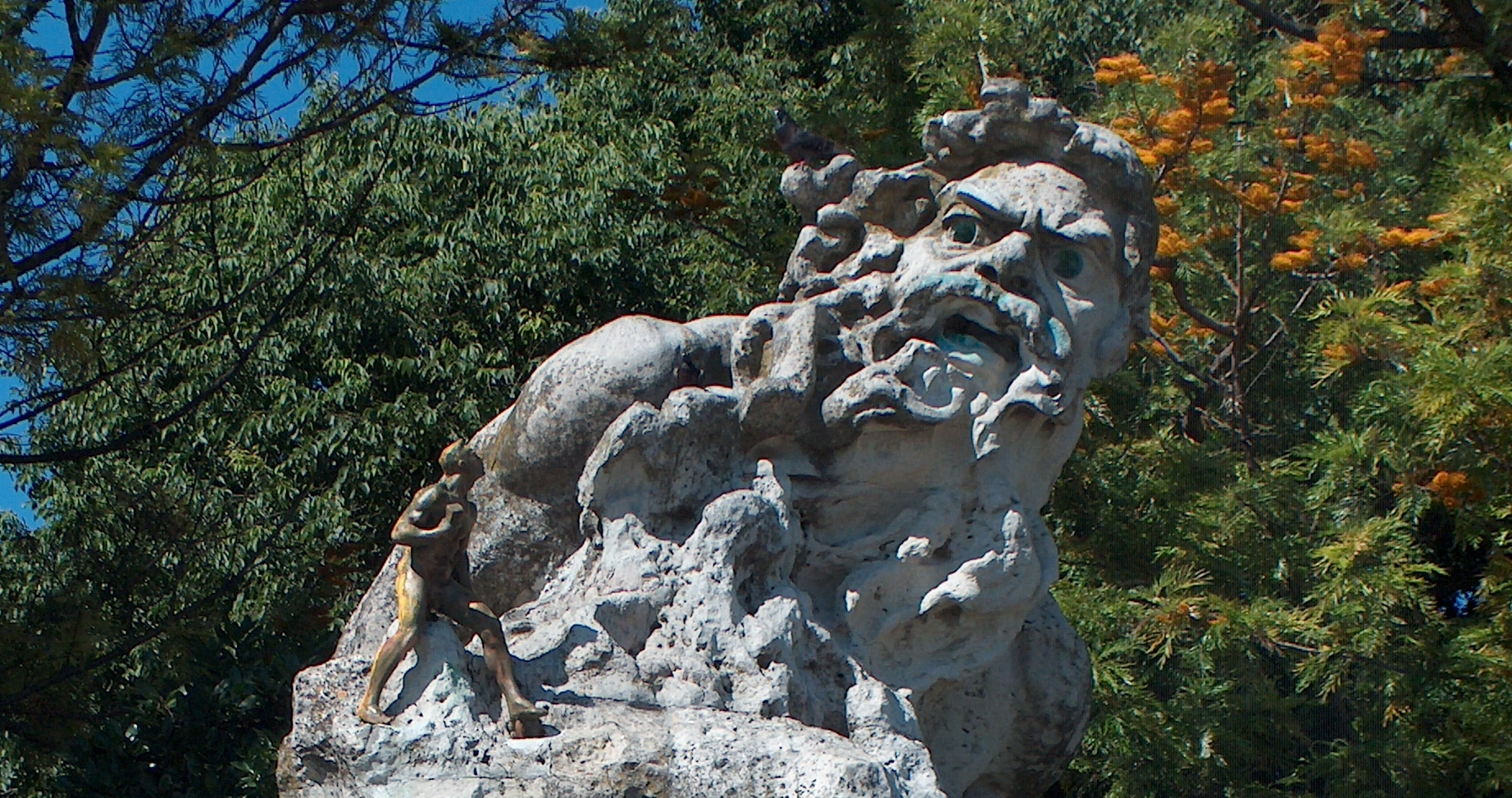
Adamastor-Statue im Jardim do Alto de Santa Catarina in Lissabon

Adamastor wurde vielfach künstlerisch dargestellt, z. B. befindet sich die Estatua do Adamastor (Adamastor-Statue) in Lissabon im Jardim do Alto de Santa Catarina. Sie wurde von dem Künstler Júlio Vaz Júnior auf Initiative des Stadtrates von Lissabon errichtet. Die Figur des Adamastor begegnet auch in vielen Buchtiteln und an anderer Stelle. Der Komponist Giacomo Meyerbeer beispielsweise, der sich in seiner Oper L’Africaine vom Leben von Vasco da Gama inspirieren lässt, schrieb im dritten Akt die berühmte Arie des Nélusko: Adamastor, roi des vagues profondes.